# Schlacht bei Lens
Les Avins – Löwen – Tornavento – Guetaria – Fontarrabie – Corbie – Diedenhofen 1639 – Turin – Arras 1640 – Aire-sur-la-Lys – La Marfée – Honnecourt – Barcelona – Cartagena – Diedenhofen 1643 – Rocroi – Orbetello – Fort Mardyck – Dünkirchen – Rethel – Bordeaux – Lens – Arras 1654 – Valenciennes – Dünenschlacht
Die Schlacht bei Lens vom 20. August 1648 war eine militärische Auseinandersetzung zwischen den Armeen der Königreiche Spanien und Frankreich während des Französisch-Spanischen Krieges (1635–1659). Sie endete mit einem Sieg der französischen Truppen.
Die spanischen Truppen unter Führung des erst 1647 zum Statthalter der Spanischen Niederlande berufenen Erzherzogs Leopold Wilhelm von Österreich (1614–1662) standen in einer festen Stellung bei Lens. Der Prince de Condé (1621–1686) versuchte sie durch geschicktes Manövrieren aus dieser Stellung herauszulocken. Als ihm dies nicht gelang, leitete er am Morgen des 20. August 1648 den Rückzug ein. Auf der spanischen Seite bemerkte das General Beck und griff mit seiner lothringischen und kroatischen Kavallerie die abziehenden Franzosen an. Deren Nachhut kommandierte der Marquis de Noirmoutier, welcher dem spanischen Angriff heftigen Widerstand leistete, bis er vom Gros der französischen Armee unterstützt wurde. Nun musste auch Erzherzog Wilhelm seine schützende Stellung verlassen, um den Truppen Becks zu Hilfe zu kommen. Beide Seiten formierten sich in zwei Treffen. Nach sechs Stunden Kampf blieben die französischen Truppen siegreich.
Auf spanischer Seite fielen 5.000 Soldaten. Weitere 6.000 gingen in französische Gefangenschaft. Zudem fielen der gesamte Tross, die Artillerie und 120 Fahnen in die Hände der Franzosen. Die Armee sammelte sich in den folgenden Tagen bei Douai, während die Franzosen Furnes einnahmen.